# Slow View
Slow View（スロウ・ヴュー）は、日本のロックバンドACIDMANの4thシングル。2003年3月12日発売

## 概要
- 初となるトリプルA面シングル
- 同日にPV集「Scene of 創」をリリース
- 3曲すべてにPVが存在する
- CD-EXTRA仕様で「Cinema(Slow View short clip)」を収録。

## 収録曲
1. 飛光(3:46)
Loopを参照
2. Slow View(3:27)
Loopを参照
3. 静かなる嘘と調和(5:19)

作詞：オオキノブオ、作曲：ACIDMAN

## 収録アルバム
- Loop (#1,2)
- ACIDMAN THE BEST (#1,2)
- ACIDMAN 20th Anniversary Fans' Best Selection Album "Your Song" (#3)